# Campionati del mondo di atletica leggera 2003 - Salto con l'asta maschile
La gara di salto con l'asta si è svolta su due giorni: qualificazioni la mattina del 26 agosto e la finale il 28 agosto a partire dalle ore 18:30, allo Stade de France di Saint-Denis, località vicino a Parigi.

## Podio
| #       | Atleta              | Nazionalità | Misura |
| ------- | ------------------- | ----------- | ------ |
| Oro     | Giuseppe Gibilisco  | Italia      | 5,90 m |
| Argento | Okkert Brits        | Sudafrica   | 5,85 m |
| Bronzo  | Patrik Kristiansson | Svezia      | 5,85 m |

## Cronaca
L'atleta italiano Giuseppe Gibilisco azzarda e azzecca la gara della vita vincendo a sorpresa con il nuovo record italiano di 5,90 m.
Gibilisco già si dimostra in ottima forma nelle qualificazioni ed effettua solo due salti, uno alla misura d'entrata di 5,50 m e uno alla misura di 5,70 m sufficiente per la qualificazione. In gara, dopo aver saltato 5,60 m al 1º tentativo, passa alla quota di 5,70 m, saltata invece da 6 atleti, precipitando in 7ª posizione. Si presenta a 5,75 m, ma fallisce due tentativi, mentre altri tre atleti superano la misura, portando Gibilisco al 10º posto.
La gara prosegue, e Gibilisco sorprende tutti decidendo di utilizzare il suo ultimo tentativo a disposizione per la misura successiva 5,80 m. I successivi due salti validi a 5,85 m e 5,90 m lo portano all'oro e al primato italiano.

## Qualificazioni
Erano ammessi alla finale gli atleti che fossero riusciti a superare la misura di 5,75 m o comunque i primi 12 classificati.
| Pos. | Gruppo | Atleta              | Nazione                | 5,20 m | 5,35 m | 5,50 m | 5,60 m | 5,70 m | Risultato | Note                                     |
| ---- | ------ | ------------------- | ---------------------- | ------ | ------ | ------ | ------ | ------ | --------- | ---------------------------------------- |
| 1    | B      | Giuseppe Gibilisco  | Italia                 | -      | -      | o      | -      | o      | 5,70 m    | q                                        |
| 2    | B      | Tim Lobinger        | Germania               | -      | -      | o      | xo     | o      | 5,70 m    | q                                        |
| 2    | B      | Viktor Chistiakov   | Australia              | -      | -      | xo     | o      | o      | 5,70 m    | q                                        |
| 4    | A      | Dmitri Markov       | Australia              | -      | -      | -      | xxo    | o      | 5,70 m    | q                                        |
| 4    | A      | Derek Miles         | Stati Uniti            | -      | -      | xo     | xo     | o      | 5,70 m    | q                                        |
| 6    | B      | Okkert Brits        | Sudafrica              | -      | -      | o      | o      | xo     | 5,70 m    | q                                        |
| 6    | B      | Patrik Kristiansson | Svezia                 | -      | -      | -      | o      | xo     | 5,70 m    | q                                        |
| 8    | A      | Denys Jurčenko      | Ucraina                | -      | -      | xox    | -      | xxo    | 5,70 m    | q                                        |
| 8    | A      | Tim Mack            | Stati Uniti            | -      | xo     | xo     | o      | xxo    | 5,70 m    | q                                        |
| 10   | A      | Adam Kolasa         | Polonia                | -      | o      | o      | o      | xxx    | 5,60 m    | q                                        |
| 10   | B      | Vadim Strogalev     | Russia                 | -      | o      | -      | o      | xxx    | 5,60 m    | q                                        |
| 10   | B      | Daichi Sawano       | Giappone               | -      | o      | o      | o      | xxx    | 5,60 m    | q                                        |
| 13   | A      | Lars Börgeling      | Germania               | -      | -      | -      | xo     | xxx    | 5,60 m    |                                          |
| 14   | A      | Rens Blom           | Paesi Bassi            | -      | -      | xxo    | xo     | xxx    | 5,60 m    |                                          |
| 15   | B      | Spas Bukhalov       | Bulgaria               | -      | o      | o      | xxo    | xxx    | 5,60 m    |                                          |
| 16   | A      | Iliyan Efremov      | Bulgaria               | -      | xo     | o      | xxo    | xxx    | 5,60 m    |                                          |
| 17   | A      | Pavel Gerasimov     | Russia                 | -      | o      | xxo    | xxo    | xxx    | 5,60 m    | Miglior prestazione personale stagionale |
| 18   | B      | Jeff Hartwig        | Stati Uniti            | -      | -      | o      | xxx    |        | 5,50 m    |                                          |
| 19   | A      | Adam Ptáček         | Rep. Ceca              | -      | o      | xo     | xxx    |        | 5,50 m    |                                          |
| 20   | B      | Matti Mononen       | Finlandia              | -      | xxo    | xo     | xxx    |        | 5,50 m    |                                          |
| 21   | A      | Nick Buckfield      | Regno Unito (bandiera) | -      | -      | xxo    | xxx    |        | 5,50 m    |                                          |
| 22   | A      | Thibaut Duval       | Belgio                 | -      | o      | xxx    |        |        | 5,35 m    |                                          |
| 23   | B      | Piotr Buciarski     | Danimarca              | -      | xo     | -      | xxx    |        | 5,35 m    |                                          |
| 23   | B      | Christian Tamminga  | Paesi Bassi            | -      | xo     | xxx    |        |        | 5,35 m    |                                          |
| 25   | B      | Dominic Johnson     | Saint Lucia            | -      | xxo    | xxx    |        |        | 5,35 m    |                                          |
| 26   | B      | Štěpán Janáček      | Rep. Ceca              | o      | xxx    |        |        |        | 5,20 m    | Miglior prestazione personale stagionale |
| 26   | A      | Alexandre Barbaud   | Francia                | o      | -      | xx-    | x      |        | 5,20 m    |                                          |
| 26   | A      | Pierre-Charles Peuf | Francia                | o      | -      | xxx    |        |        | 5,20 m    |                                          |
| 29   | A      | Fumiaki Kobayashi   | Giappone               | xo     | xxx    |        |        |        | 5,20 m    |                                          |
|      | A      | Aleksandr Averbuch  | Israele                | -      | -      | -      | xxx    |        | nm        |                                          |
|      | B      | Richard Spiegelburg | Germania               | -      | xxx    |        |        |        | nm        |                                          |
|      | B      | Romain Mesnil       | Francia                | -      | -      | -      | -      | xxx    | nm        |                                          |

## Finale
| Pos.    | Atleta              | 5.30 m | 5.50 m | 5.60 m | 5.70 m | 5.75 m | 5.80 m | 5.85 m | 5.90 m | 5.95 m | Risultato | Note                                     |
| ------- | ------------------- | ------ | ------ | ------ | ------ | ------ | ------ | ------ | ------ | ------ | --------- | ---------------------------------------- |
| Oro     | Giuseppe Gibilisco  | -      | -      | o      | -      | xx-    | o      | o      | o      | -      | 5,90 m    | Record nazionale                         |
| Argento | Okkert Brits        | -      | -      | xo     | -      | xo     | -      | xo     | x-     | xx     | 5,85 m    | Miglior prestazione personale stagionale |
| Bronzo  | Patrik Kristiansson | -      | -      | xo     | -      | o      | o      | xxo    | xxx    |        | 5,85 m    | Miglior prestazione personale            |
| 4       | Dmitri Markov       | -      | -      | xo     | -      | xo     | -      | xxo    | xx-    | x      | 5,85 m    |                                          |
| 5       | Tim Lobinger        | -      | -      | o      | o      | xo     | o      | xxx    |        |        | 5,80 m    |                                          |
| 6       | Tim Mack            | -      | xo     | o      | o      | xxx    |        |        |        |        | 5,70 m    |                                          |
| 6       | Derek Miles         | -      | xo     | o      | o      | xxx    |        |        |        |        | 5,70 m    |                                          |
| 8       | Denys Jurčenko      | -      | xo     | -      | o      | -      | xx-    | x      |        |        | 5,70 m    | Miglior prestazione personale stagionale |
| 9       | Adam Kolasa         | o      | o      | o      | xo     | xxx    |        |        |        |        | 5,70 m    | Miglior prestazione personale stagionale |
| 9       | Vadim Strogalev     | -      | o      | o      | xo     | -      | xxx    |        |        |        | 5,70 m    |                                          |
| 11      | Viktor Chistiakov   | -      | -      | o      | -      | xxx    |        |        |        |        | 5,60 m    |                                          |
| —       | Daichi Sawano       |        |        |        |        |        |        |        |        |        | dns       |                                          |